# Voicemailing
Voicemailing, voice mailing – forma promocyjna stosowana w reklamowych kampaniach telefonicznych. 
Wybrana grupa docelowa otrzymuje w określonym czasie (po odebraniu swojego telefonu) komunikat głosowy promujący na przykład jakieś wydarzenie, produkt lub usługę. Połączenia telefoniczne wykonywane są automatycznie, a wiadomość głosowa przygotowana jest wcześniej. Nagrywa się ją zwykle z udziałem profesjonalnego lektora lub powszechnie znanej osoby (z rozpoznawalnym, miłym głosem), bądź też serwisów oferujących nagrania typu text-to-speech, czyli zamieniających wpisany tekst na wiadomość głosową. 
Voicemailing realizuje się obecnie zarówno przy wykorzystaniu telefonów stacjonarnych, jak i komórkowych. W tym drugim przypadku głosowy przekaz reklamowy wzmocniony jest najczęściej również informacją tekstową w postaci SMS-a przesyłanego po tym, jak już odbiorca odsłucha komunikat.
W polskiej praktyce biznesowej pojawia się także termin VMS (ang. Voice Mail Service). Wiadomość głosowa VMS jest uznawana za jedno z podstawowych narzędzi marketingu mobilnego i używa się jej do masowej wysyłki treści reklamowych (podobnie jak SMS i MMS). Zaletą voicemailingu jest przede wszystkim potencjalnie duży zasięg. Wiele narzędzi marketingu mobilnego przeznaczonych jest jedynie dla użytkowników smartfonów (np. kampanie reklamy kontekstowej i aplikacje mobilne). Usługi takie jak masowa wysyłka SMS mogą być kierowane także do użytkowników telefonów komórkowych starszego typu (tzw. dumphones). Voicemailing może być kierowany także do abonentów telefonów stacjonarnych. Do wad tego typu usług można zaliczyć stosunkowo ograniczoną (np. w stosunku do telemarketingu) możliwość komunikacji dwustronnej. Odbiorca wiadomości głosowej może jedynie wybrać numer na klawiaturze numerycznej i odpowiedzieć w ten sposób na zadane w wiadomości pytanie lub wybrać określoną opcję dalszej rozmowy.